# Clavipalpula
Clavipalpula is een geslacht van vlinders van de familie uilen (Noctuidae), uit de onderfamilie Hadeninae.

## Soorten
- C. alboradiata Köhler, 1947
- C. aurariae Oberthür, 1880